# Michail Dmitrijewitsch Skobelew

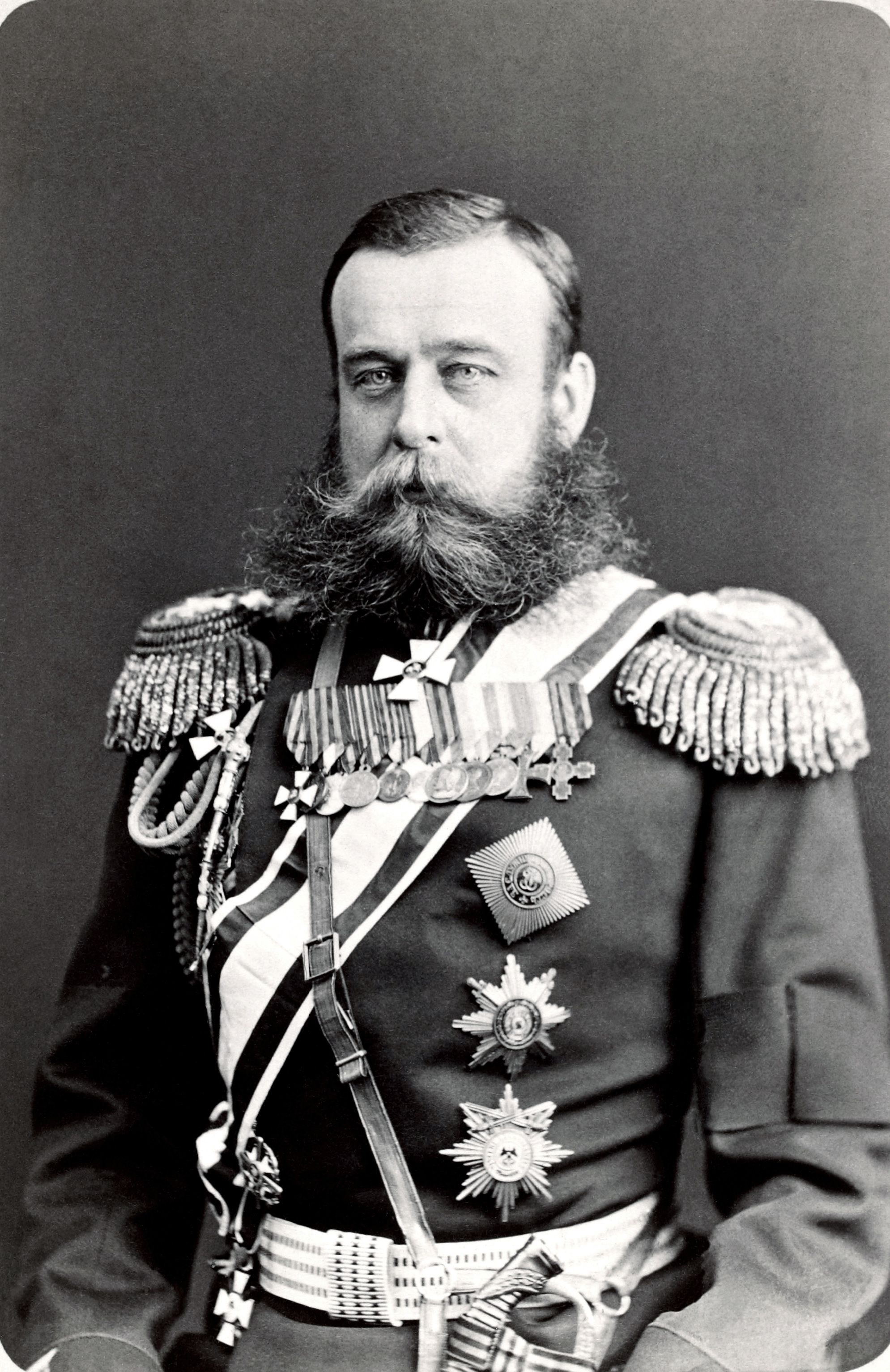
Michail Skobelew

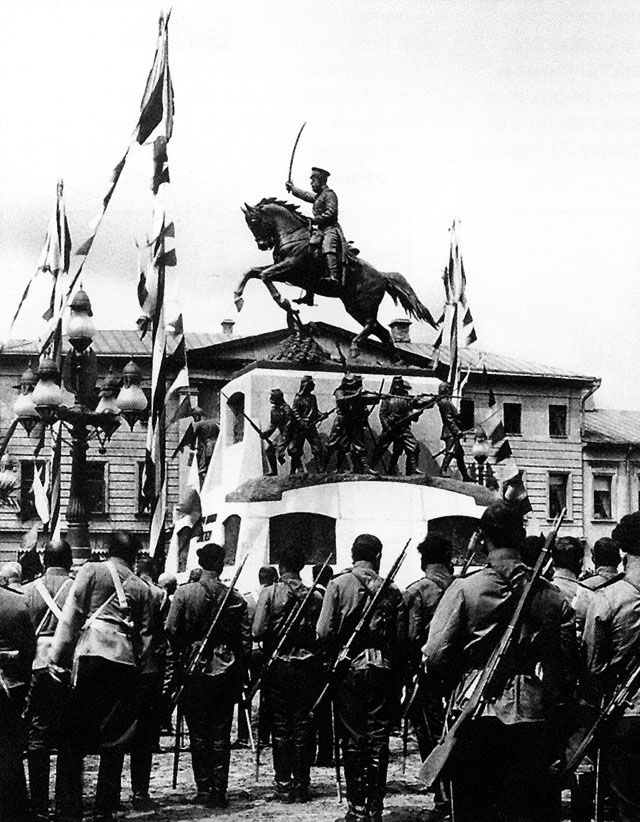
Monument Skobelews auf dem Twerskaja Platz in Moskau (P. A. Samonow, 1912; 1918 zerstört)

Michail Dmitrijewitsch Skobelew, auch der Weiße General (russisch Михаил Дмитриевич Скобелев, wissenschaftliche Transliteration Michail Dmitrievič Skobelev; * 17. Septemberjul. / 29. September 1843greg. in Sankt Petersburg; † 25. Junijul. / 7. Juli 1882greg. in Moskau) war ein General der Infanterie der Kaiserlich Russischen Armee. Er kämpfte in verschiedenen Feldzügen in Zentralasien, im Russisch-Osmanischen Krieg (1877–1878) und war ein Führer der panslawistischen Kriegspartei.

## Leben
Michail Skobelew wurde in der Peter-Paul-Festung geboren, wo sein Großvater Iwan Nikitisch Skobelew (1782–1849) als Kommandant eingesetzt war. Michail war der Sohn des späteren Generalleutnants Dmitri Iwanowitsch Skobelew (1821–1880) und dessen Gattin Olga Nikolajewna Poltawtzew (1823–1880). Er trat 1861 in ein Kavallerieregiment ein und wurde 1863 zum Kornett befördert. 1864 beantragte er die Versetzung in das Garderegiment Grodno, mit dem er im Januaraufstand in Kongresspolen kämpfte. 1864 nahm er Urlaub um als Beobachter am Deutsch-Dänischen Krieg teilzunehmen. Am 30. August 1864 wurde Skobelew zum Leutnant befördert. 1866 wurde er zur Generalstabsakademie einberufen, später in den Generalstab versetzt und kam 1869 auf eigenen Wunsch als Hauptmann nach Turkestan. Er diente dort zunächst in Samarkand, später unter Nikolai Stoletov bei den in der Turkmenensteppe verwendeten kaukasischen Truppen.
Er zeichnete sich 1871 und 1872 als Stabsrittmeister durch Rekognoszierungen aus. Bei diesen wurde wichtiges Material für den Feldzug gegen Chiwa gesammelt und bedeutende geographische Entdeckungen (z. B. das alte Bett des Oxus) gemacht. Skobelew nahm 1873 an diesem Feldzug als Generalstabsmajor teil und war beim Sturm auf Chiwa der erste in der Stadt. Zum General befördert, eroberte er 1875 Kokand und wurde Gouverneur von Ferghana. 1877 wurde er Divisionskommandeur.
Michail Dmitrijewitsch Skobelew nahm im Russisch-Osmanischen Krieg (1877–1878) an der fünfmonatigen Belagerung von Plewna teil. Von seinen türkischen Gegnern wurde er, wegen seiner weißen Uniform, mit der er an der Spitze seiner Truppen ritt, AK-Pasha (türkisch für „der Weiße General“) genannt. Um die osmanische Versorgung zu unterbinden, wurde er mit General Imeretinski nach Lowetsch entsandt. In der Schlacht von Lowetsch konnten Imeretinski und Skobelew die Stadt erobern. Am 11. September 1877 befehligte Skobelew, beim dritten Angriff auf Plewna den linken Flügel und eroberte unter hohen Verlusten mehrere Schanzen. Diese verlor er aber am 12. wieder. Skobelew erhielt das interime Kommando über das IV. Armeekorps und drang mit diesem am 10. Dezember beim Ausfall Osman Paschas in Plewna ein, das er besetzte. Beim darauffolgenden Vormarsch über den Balkan zeichnete sich Skobelew, als Befehlshaber der Avantgarde, bei der der Gefangennahme der Schipka-Armee (9. Januar 1878) und der Einnahme von Adrianopel aus. Mit seinen Truppen erreichte er die Außenbezirke der osmanischen Hauptstadt Istanbul. Durch seine Erfolge im Krieg errang Skobelew eine große Popularität.
Am 4. Februar 1879 wurde Skobelew als Kommandierender General des IV. Armeekorps bestätigt. 1880 befehligte er die Expedition gegen die Tekinzen in Zentralasien. Er erstürmte die Festung Gök-Tepe am 24. Januar 1881. Im selben Jahr wurde Skobelew zum General der Infanterie befördert und ging nach Minsk, wo sich das Hauptquartier des 4. Korps befand. Er stellte sich in dieser Zeit an die Spitze der panslawistischen Kriegspartei und vermehrte dadurch die im Russisch-Osmanischen Krieg erworbene Popularität.

## Tod
Er starb unerwartet am 7. Juli 1882 in Moskau im Hotel England, das zu dieser Zeit ein bekanntes Bordell war, im Alter von nur 38 Jahren. Um das unrühmliche Ende zu verschleiern, wurde der Leichnam von der Leibwache in sein Zimmer im Hotel Dussaud (rus: гостиница Дюссо) zurückgebracht. Die Autopsie durch den Professor Neyding von der Moskauer Universität ergab, dass die Todesursache eine Lähmung der Lunge und des Herzens war. Tags zuvor hatte er noch dem Dichter Aksakov einige Dokumente überreicht mit den Worten: Ich fürchte, sie werden mir gestohlen. Seit einiger Zeit bin ich misstrauisch geworden. Mit Aksakov war er befreundet wegen der gemeinsamen Panslawismus-Ideen. Er muss sich verfolgt gefühlt haben, denn er hatte sich auf dem Friedhof schon eine Krypta bestellt.
Auf dem Twerskaja Platz errichtete die Moskauer Abteilung der Russischen Militärhistorischen Gesellschaft RVIO (rus: Московское отделение Российского военно-исторического общества. РВИО Москва) eine monumentale Reiterstatue zu seinen Ehren. In der Sowjetzeit wurde diese abgerissen. Von 1954 bis heute steht an dieser Stelle ein Denkmal für Juri Dolgoruki, dem Stadtgründer von Moskau. Am 9. Dezember 2014 wurde von der am 29. Dezember 2012 neugegründeten RVIO an anderer Stelle ein neues Denkmal errichtet. Dieses Datum wurde gewählt, da es der Tag der Helden des Vaterlandes (rus: День Героев Отечества) ist.
Boris Akunin schrieb im Jahr 1998 ein Buch: Tod des Achilles (rus: Смерть Ахиллеса) mit dem Untertitel Detektiv Novelle über einen Auftragskiller. Darin werden mit nur leicht veränderten Namen die letzten Stunden des Skobolev in Moskau beschrieben. Dies stellt aber nur eine von weiteren Todesvarianten dar. Es gibt noch die Annahmen von einem möglichen Staatsstreich, sich bedroht fühlenden Freimaurern, neidische Offiziere und die bösen Deutschen.
Der Dichter Jakow Polonski widmete dem Verstorbenen ein Gedicht.
Ihm zu Ehren wurde die höchste Erhebung des Kitschik-Alai-Gebirges (Kleiner Alai) Pik Skobelew benannt (5069 m). Die Witjas, eine Korvette der Kaiserlich Russischen Marine, wurde am 27. Juni 1882, wenige Tage nach seinem Tod, in Skobelew umgetauft.